# AMC・AMX
AMC・AMX (エーエムエックス)は、1968年から1974年にかけてアメリカン・モーターズ（AMC）で製造されていたツーリング・スポーツカーである。

## 概要
AMXはスタイリングや方向性は純スポーツカーよりもGT寄りの車種で、当時の2座席の米国車、シボレー・コルベットと競合する車種として市場に導入された。
オプションの高圧縮型390cu in(6.4L)のAMC製V型8気筒エンジン(AMC V8)を搭載したAMXは手頃な価格で第1級の性能を提供した。この値頃感と自動車メディアや愛好家達からの当初の評判にもかかわらず販売は成功しなかったが、AMCの車に高性能車のイメージを持たせることとディーラーのショールームに若い顧客の足を運ばせるといった大きな目的を達成することはできた。
3年間に渡り販売された後に2座モデルは廃止され、「AMX」表記のバッジは1974年まで、4座の姉妹車であるジャヴェリンの高性能モデルに使用された。評価の高かったオリジナルにあやかった販売拡大を見込んで、AMXの名称は1977年モデルのホーネット（AMC Hornet ）や1978年モデルのコンコード（AMC Concord ）、1979 - 1980年モデルのスピリット（AMC Spirit ）に設定されたオプションの高性能モデルにも使用された。

## AMXの誕生

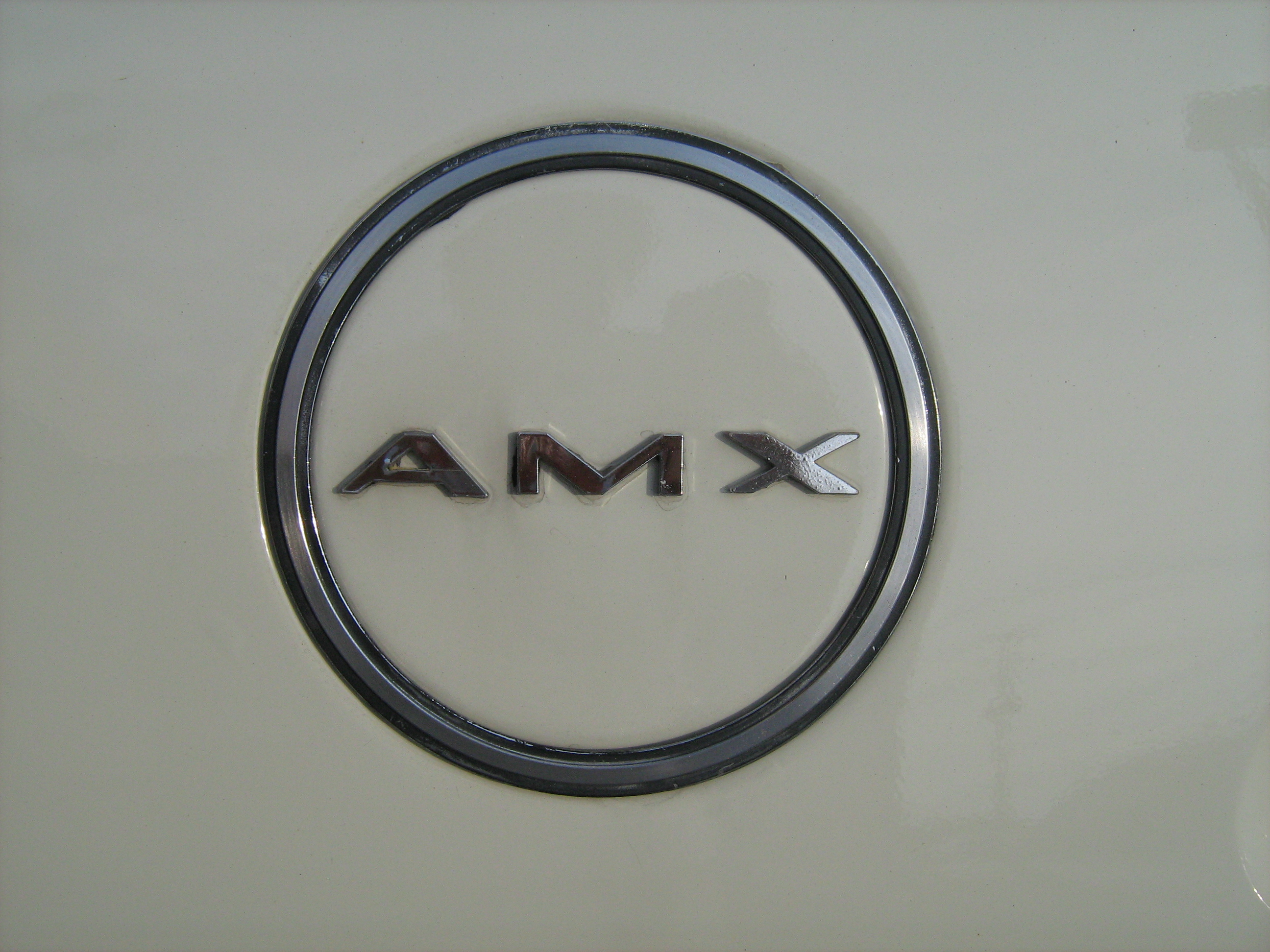
1968と1969年モデルのCピラー上の「AMX 」エンブレム

AMXの名称は元々1966年にAMCが催した自動車ショー興行の「プロジェクトIV」で披露された2台のコンセプトカーのコードネーム「American Motors eXperimental」からとられた。1台はグラスファイバー製2座の「"AMX"」で、もう1台が4座の「"AMX II"」であった。AMC車が持つ「大衆車」のイメージを払拭し、より若々しい高性能車の市場に訴えかけるというAMCの戦略を反映して両モデルともに斬新なスタイリングを持っていた。
オリジナルのAMXの実物大模型は1965年にチャールズ・マシガン（Charles Mashigan）率いるAMCの先行デザイン・スタジオで開発された。2座のAMXは「1966年の巡回自動車ショーで大受け」し、車体後部のデッキリッドを開くと現れる「ランブル」（"Ramble"）と呼ばれる予備座席を備えていた。AMCの幹部は、「ロムニーの大衆車」というイメージを持つ消費者の認識からスポーティ、高性能に立脚した車という新しい市場での興味の対象に変化させる機会を見出した。会長のロバート・エヴァンス（Robert B. Evans ）はこのAMXのような車を早期に生産に入れるように要求した。
量産車に向けて (1)ジャヴェリンを改装した車と (2)グラスファイバー製ボディを持つ全く新しい車という2つのモデルの開発計画が同時に進められた。既存の技術が利用でき、AMX試作車のスタイリングに近似のAMC・ジャヴェリンの製造設備に僅かな改装を加えるだけのモノコック・ボディ製造技術の経験が活かせる後者が採用された。自動車製造業者は少量生産車用以外ではプラスチック製ボディを開発したがらなかった。最初の全可動モデルは1966年のAMCのAMXプロジェクトの一環としてデビューした。
AMXは、年月を経て4座の豪華スペシャルティカーに変貌したフォード・サンダーバードのオリジナル1957年モデル以来、初の鋼板製ボディを持つ2座の国産高性能車と宣伝された。直接の競合車のシボレー・コルベットが1in 長い（98in、2,489mm）ホイールベースを持つ一方で、AMXのホイールベースは短い（97in、2,464mm）ものであった。ベース価格は3,245USドルで、これはコルベットよりも25%、1,000USドル以上廉価な値であった。
AMXはジャヴェリンの販売が開始されてちょうど4ヶ月が経った1968年2月にデイトナ・インターナショナル・スピードウェイで報道機関に披露された。

## 記録車
1968年2月に特別に用意された2台のAMXがテキサス州のサーキットで106個の速度記録を樹立した。この記録走行に関してAMCの宣伝素材では「標準仕様車」と記述されたこの車は、世界速度記録保持者であるクレイグ・ブリードラヴ（Craig Breedlove ）のチューニングショップでエンジンや操縦系統、車体強度に改造を施されていた。速度記録走行では、ブリードラヴと妻のリー（Lee ）、ロン・ダイクス（Ron Dykes ）が運転した。
1台のV8エンジンは標準の290cu in (4.8L) から304cu in(5.0L)へ、もう1台は390cu in(6.4L) が397cu in(6.5L)へ排気量が拡大され、タコ足エキゾーストマニホールド、8クォート・オイルポンプ、オイルクーラー、高効率インテークマニホールド、強化リフター、強化スプリング付レース用カムシャフト、大型キャブレターといった部品が装着されていた。この車はエンジンルームと車体後部にオイルクーラー、容量140L（37-USガロン、31-英ガロン）のセル形式安全タンクを備え、エンジン部品はX線検査とマグナフラックス（磁気探傷検査）による検査が行われ、シャーシも同様に入念な検査が行なわれていた。
シャーシには強化型の前後輪用スプリング（メーカーオプションのハンドリング・パッケージの一部）、後輪スプリングのトラクションコントロール用アーム、強化型ショックアブソーバーと横方向への動きを規制するパナールロッドが装着され、標準のホイールとタイヤは幅広のマグネシウム製レース用ホイールとグッドイヤー製レース用タイヤに交換されていた。内装にはドライバーを保護するための構造強化型ロールケージとサポート性を増したバケットシート、追加のエンジン関係計器類が備えられていた。車体の空力特性を改善するためにボンネットに傾斜を付けて前端を低くされ、前部バンパー下側にスポイラーが取り付けられた。

## 自動車史上初
AMXは単に「スポーティで人目を惹きつける」だけではなく「数多くの自動車史上での初物」を持っていた。
AMXは1969年と1970年にSAEによる「最優良エンジニアリング車」に選出され、「安全装備を目的とした自動車史上初」の射出成形による一体型ダッシュボードがこの受賞理由に含まれていた。

## 1968年から1969年

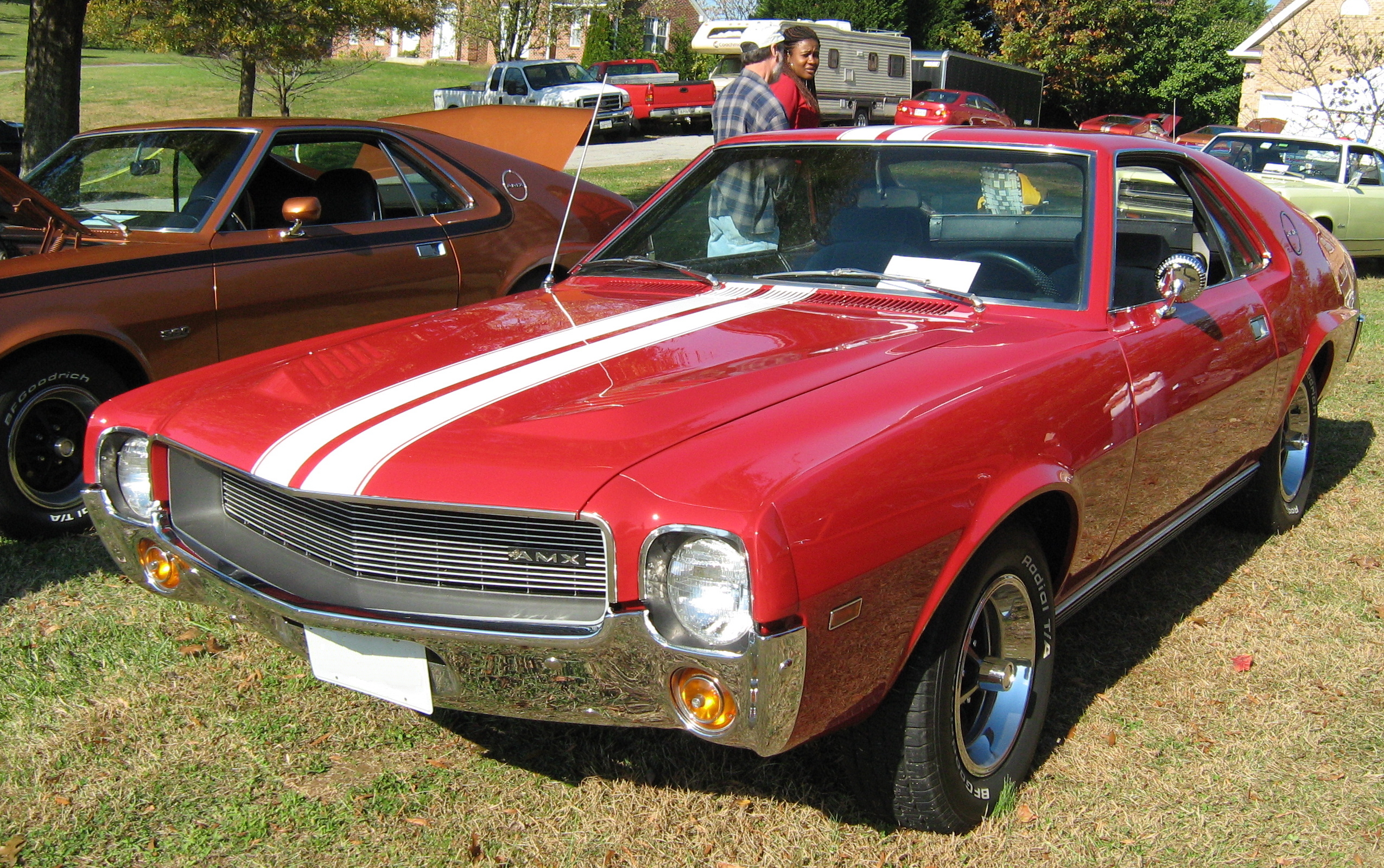
「マタドール・レッド」色の1969年モデル AMC・AMX

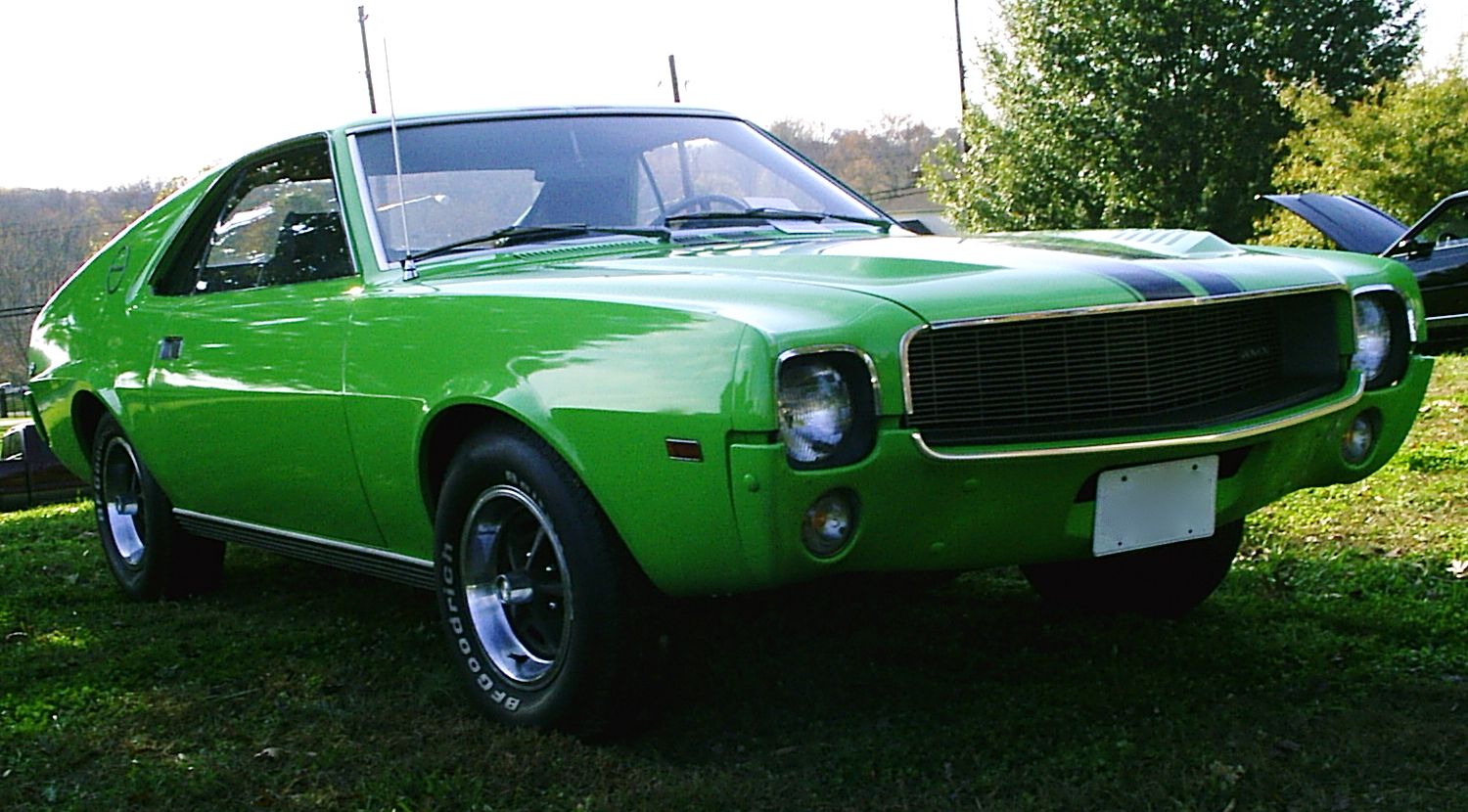
「ビッグ・バッド・グリーン」色の1969年モデル AMC・AMX

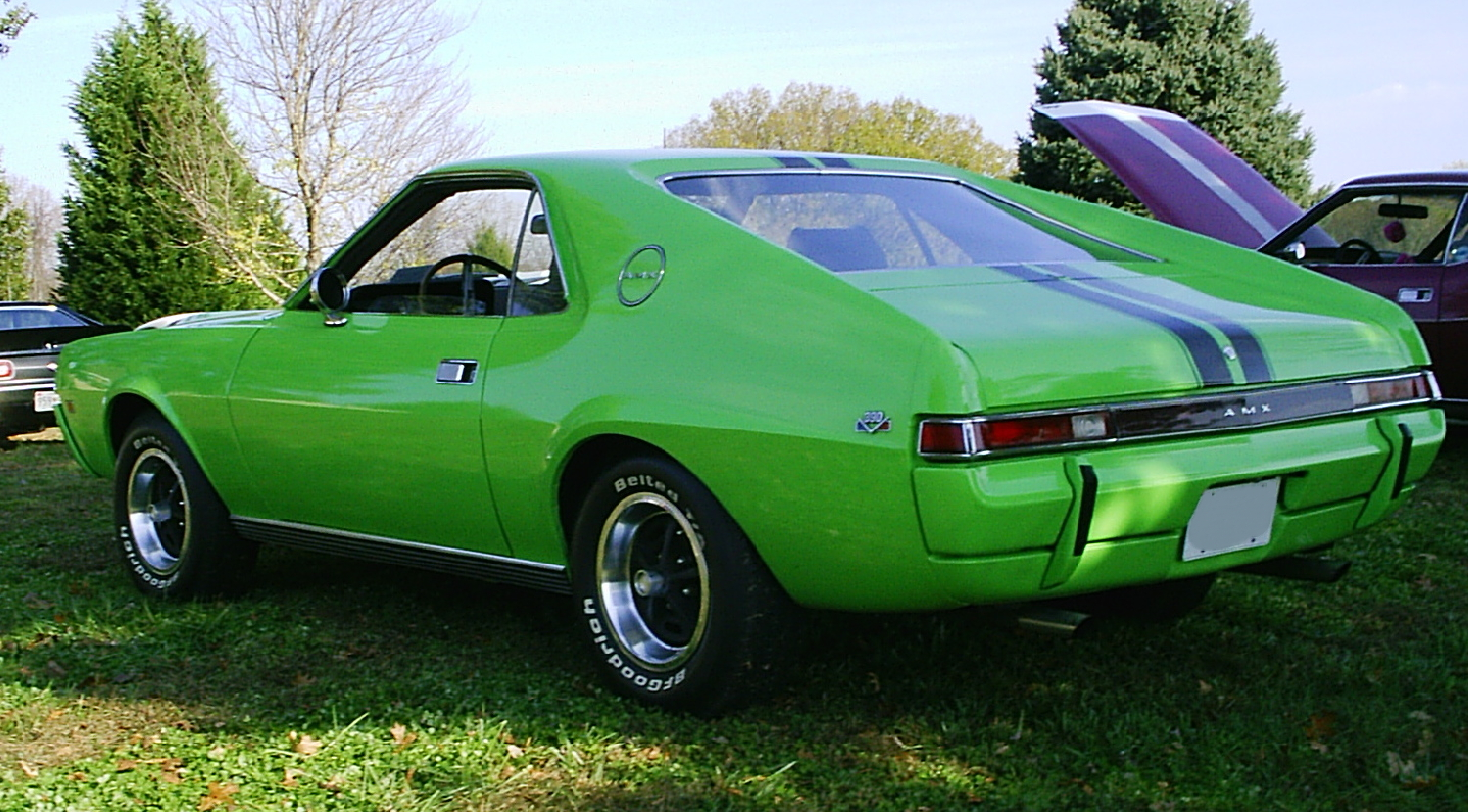
「ビッグ・バッド・グリーン」色の1969年モデル AMC・AMX

1968年と1969年モデルの全てのAMXは、290cu in(4.8L) (235hp (175 kW)、N-code)、343cu in(5.6L) (280hp(209kW)、T-code)、390cu in(6.4L)(315hp(235kW)、X-code) といった4-バレル・キャブレター付スモールブロックのAMC製V8エンジンを搭載し、これら全てが同じ大きさのエンジンブロックからの派生型であった。しかしこれら3種のエンジンの内部は大きく異なり、最小のエンジンは小径の吸気/排気バルブ、薄いブロックリブと鋳造製クランクシャフトを、343は大径の吸気/排気|バルブ、厚いブロックリブを、390は更に鍛造製クランクシャフトを持っていた。
ボルグワーナー製T-10型4速マニュアルトランスミッション（MT）が標準で、特製トラクションバー、2本出し排気管、トラクション効率の高い幅広タイヤといったものも同様に標準仕様に入っていた。
4-バレルの343と390エンジンで人気の「ゴー・パッケージ」（Go-Package ）オプションでは、ディスクブレーキ、ツイングリップ（Twin-Grip）・デフ、赤リボンを付けた高性能タイヤを履いた「マグナム500」スタイルの鉄ホイール、太いスウェイバー付の強化仕様サスペンションやその他の高性能装備を備えていた。
1969年1月から全てのMT装備のAMXがハーストパフォーマンス（Hurst Performance ）製シフト装着となり、「シフト・コマンド」（Shift-Command ）3速オートマチックトランスミッション（AT）（ボルグワーナー製のM-11B型又はM-12型）はフロアシフトのオプションとなった。
AMXの2年目のモデルイヤーでの変更点は極僅かであった。「ビッグ・バッド」（Big Bad ）塗装（ネオン・ブリリアント・ブルー、同オレンジ、同レッド）が1969年モデル途中からオプションとなり、バンパーもボディと共色に塗装されていた。この塗装のオプションは1970年モデルにも引き継がれた。

### スーパー・ストック AMX
AMCはスーパー・ストックAMXも市場に導入した。0-400 m加速性能を最大に発揮するために連装のホーリー製キャブレター、圧縮比12.3:1のシリンダーヘッドに加えアフターマーケットの「ダグス」（Doug’s ）のタコ足と排気システムを備えていた。ハースト・パフォーマンス（Hurst Performance ）は更に幾つかの追加改造を施した。
AMCはこの車の出力を340hp(250kW)と測定していたが、全国ホットロッド協会（National Hot Rod Association ）は最終的に420hp(310kW)と認定しSS/G、SS/DやSS/Cといった様々な競技クラスに混ぜ込んだ。この車の1/4マイル加速の最高記録は10.73秒で、この時に速度は128mph(206km/h)に達した。
この車の塗色は真っ白か当時の多くのAMCレースカーで見られた赤、白、青の横縞が入ったものが注文できた。ベース価格は5,994USドルで、これは通常のフル装備の1969年モデルAMXの約1,900USドル増しであった。この車には工場保証は付かなかった。

### プレイメイト AMX
PLAYBOY誌の1968年度の年間プレイメイト（Playmate of the Year ）であるアンジェラ・ドリアン（Angela Dorian ）は、特製塗装の「プレイメイト・ピンク」を施された1968年モデルのAMXを贈呈された。この車はベースの290 V8エンジンにAT、エアコン、チルト・ハンドル、AM/ 8トラック・ラジオ、オプションの後部バンパー・ガードを備えていた。その他のAMXとの特製塗装以外の相違点は、ドリアンの車にはダッシュボード上のナンバープレートに彼女のスリーサイズ「36-24-35」が記されていた。工場でプレイメイト・ピンク塗色が施されたAMXがもう1台だけ存在することが知られている。1968年末にミズーリ州の田舎のディーラーからプレイメイト・ピンクのAMXが特別に発注された。1969年モデルのこの車は390 V8エンジンにAT、「ゴー」・パッケージ、エアコン、純正の革シートを備えていた。この車はオハイオ州のAMC車コレクターのスコット・キャンベル（Scott Campbell）によりレストアされ現存する。

### AMX-R
元々の「ランブル」シートの構想の量産化が検討された。1968年にデザイナー/カスタム屋のジェームズ・ジェフォーズ（James Jeffords ）の手で通常のAMXから実動試作車が製作され、AMX-Rと命名された。ジェフォーズはAMCでジャヴェリン・トランザム・レーシング・チーム（Javelin Trans Am Racing Team）の長も務めていた。インダストリアルデザイナーのブルックス・スティーヴンス（Brooks Stevens ）とともに2人は生産予定の500台のランブル・シート付車に、「ベルベット張り」内装、特製塗装、ボンネットにジェフリーの名前入りバッジと改良型サスペンションを備えることに決めた。最初の試作車はイリノイ州、パラタイン（Palatine ）にあるデイヴ・ポールのカスタム・ハウス（Dave Puhl’s House of Kustoms ）で製作された。しかし安全性や製造者責任法に関するものを含む種々の問題がシリーズ生産を阻み、更にラルフ・ネーダーからは車外に露呈した座席を非難する否定的な意見が出されたことでAMCは改装を前提としたベース車の販売を拒否した。AMX-R特製の黒色に塗装したボンネットは後に1970年モデルのAMXに「シャドーマスク」（shadow mask ）オプションとして設定された。

## 1970年

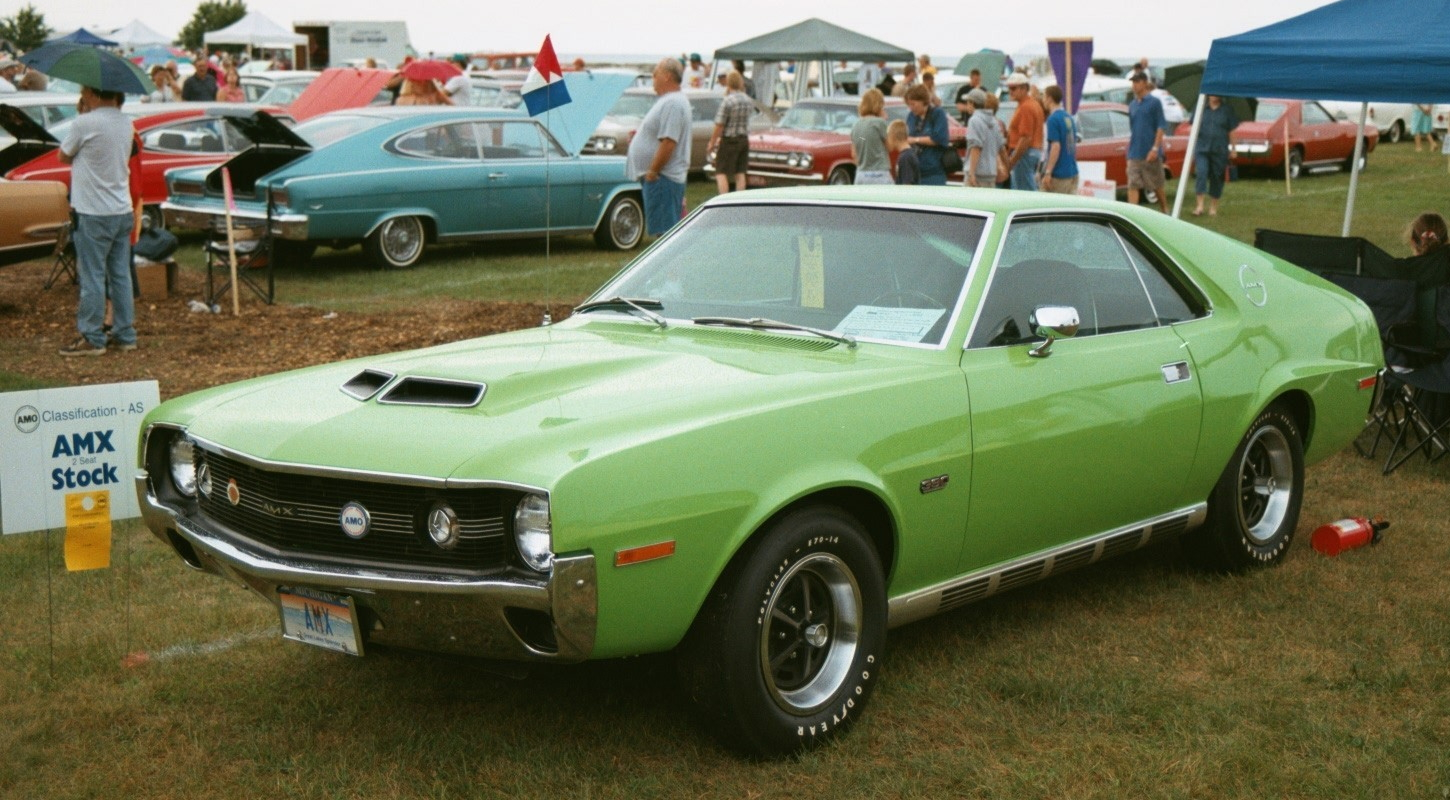
標準仕様の1970年モデルのAMX

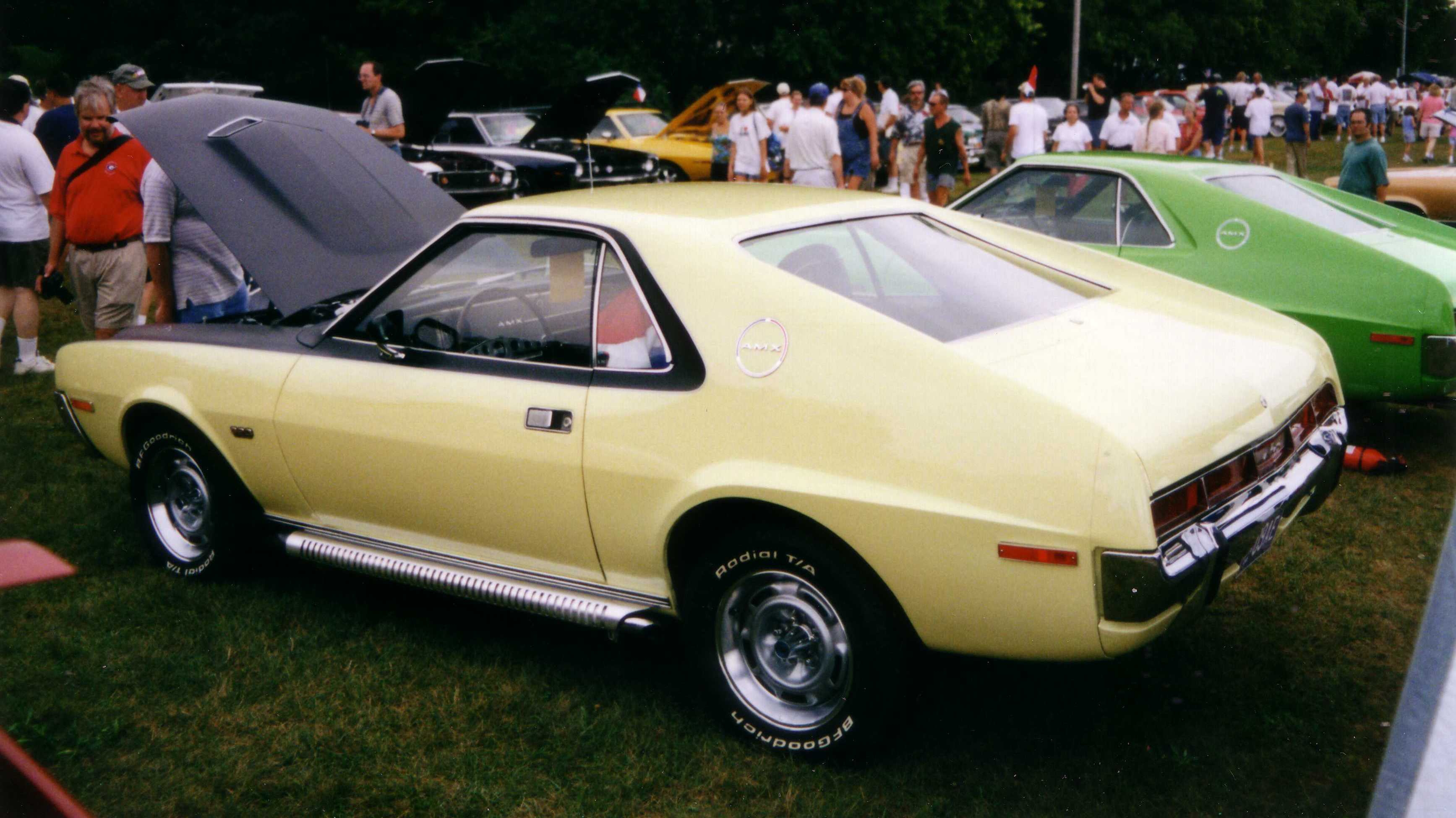
「シャドーマスク」の1970年モデルのAMX

AMCは1970年モデルでエンジンの陣容を変更した。343の代替に新しい360cu in(5.9L) 4-バレル (290 hp(216kW)を導入し、最小の290は落とされ、継続された390は51 ccの燃焼室を持つ新しいシリンダーヘッドに改良されて出力が325hp (242kW)に増強されていた。車両識別番号（VIN）にはエンジン用のコード「"X"」が残された。
1970年モデルの人気の「ゴー・パッケージ」には冷たいラムエアを導入する機能を持つ2つの大きな開口部が空いた「パワー・ブリスター」（power blister ）付の長いボンネットと新しいデザインの顔付きが与えられた。
新しい前輪のダブルウィッシュボーン式サスペンションには上下のコントロールアームにボールジョイントを使用し、コイルばねとショックアブソーバーは上側のコントロールアームの上に配されていた。下側のコントロールアームにはトレーリング・ストラットが取り付けられていた。
「マッスルカーとスポーツカーのブレンド具合が最高の車。」や1970年モデルは最後の「真のAMX」と評されている。

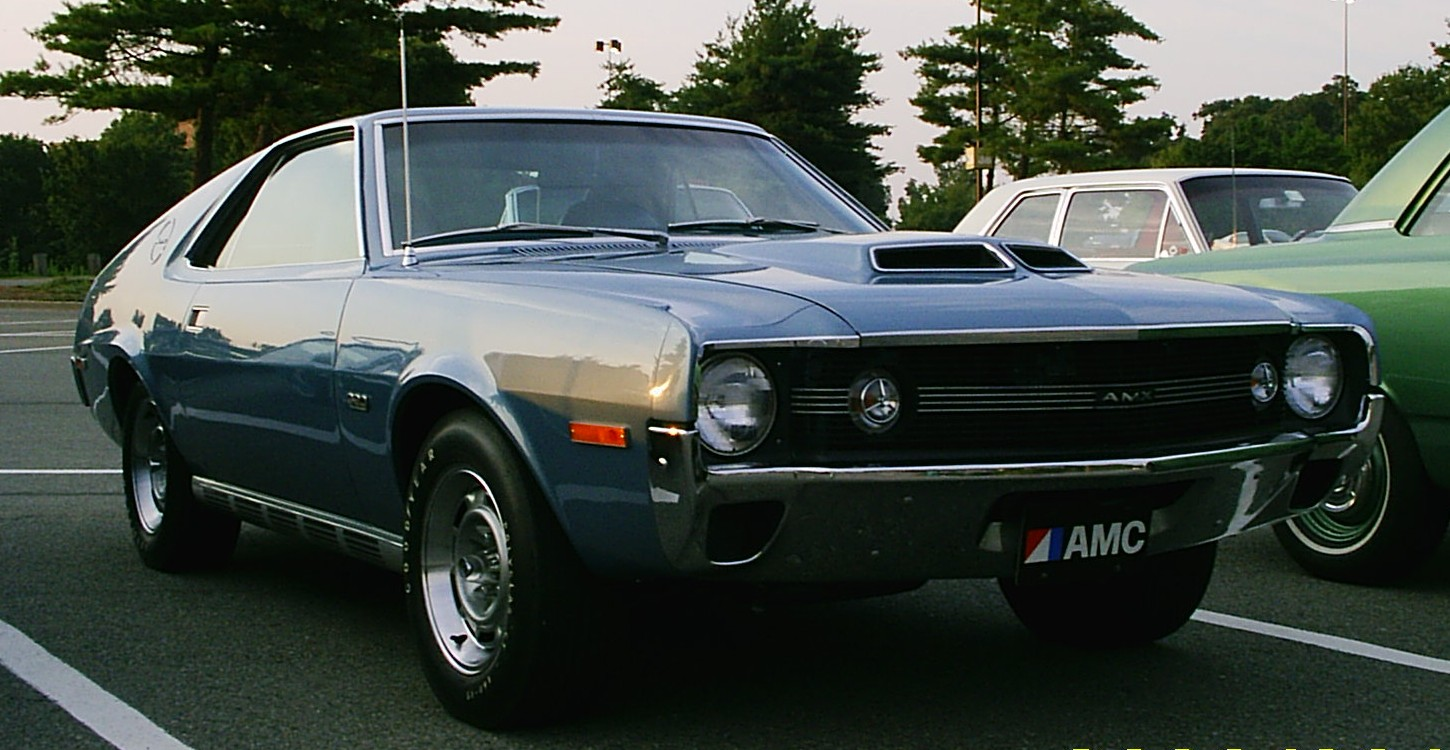
「ラムエア」390 V8搭載の1970年モデルのAMX
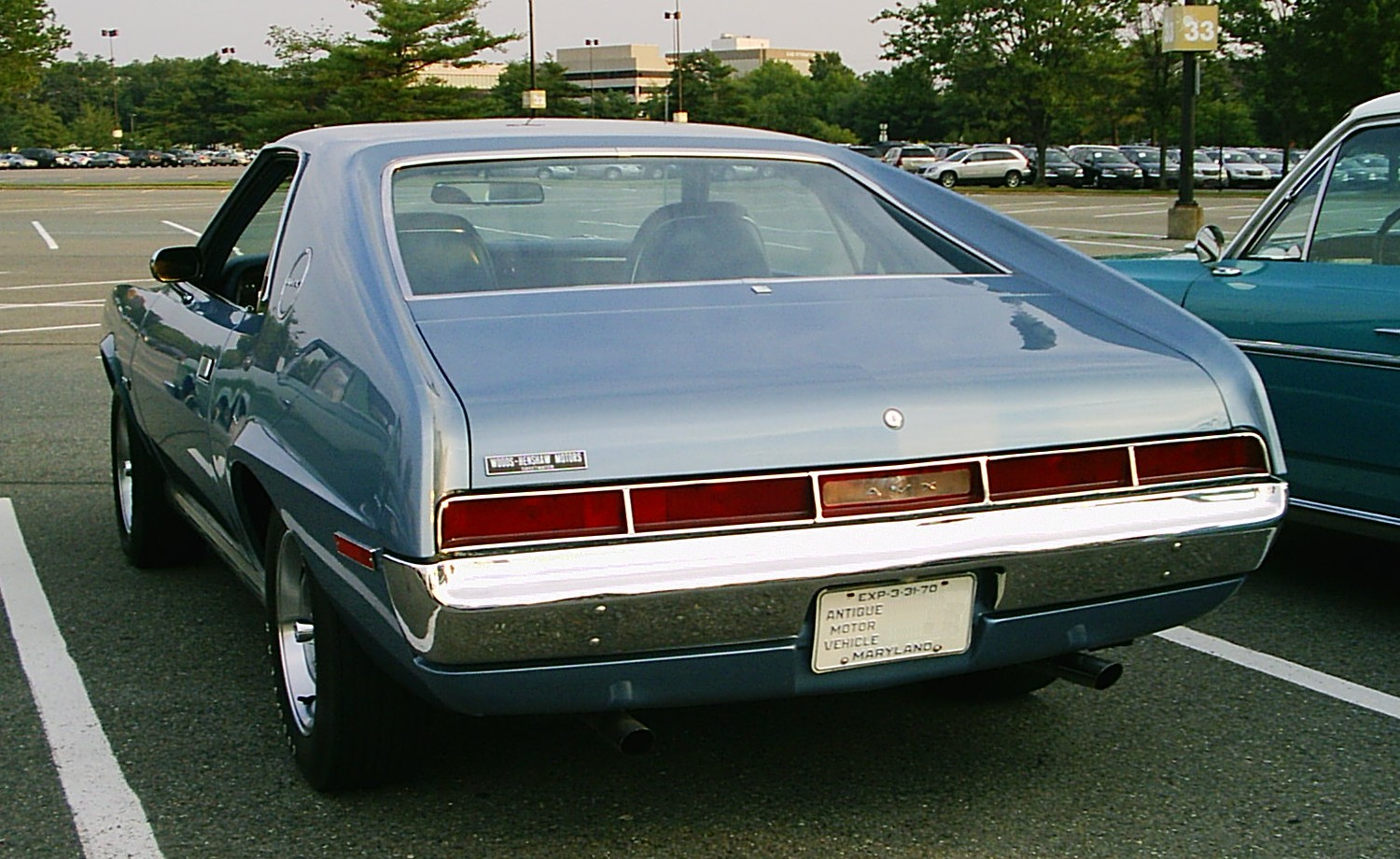
「ラムエア」390 V8搭載の1970年モデルのAMX
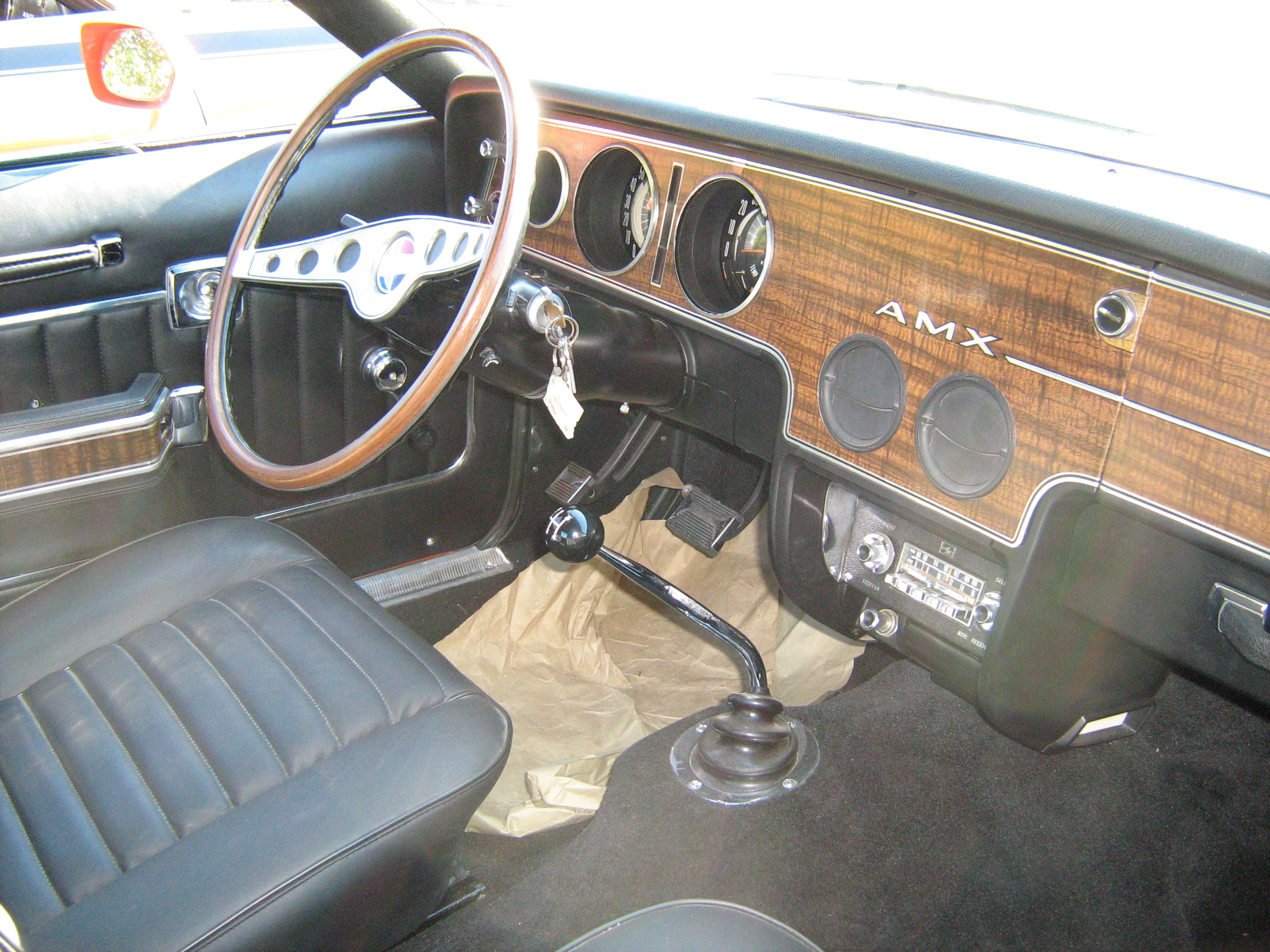
1970年モデルのAMXの内装、4速MT
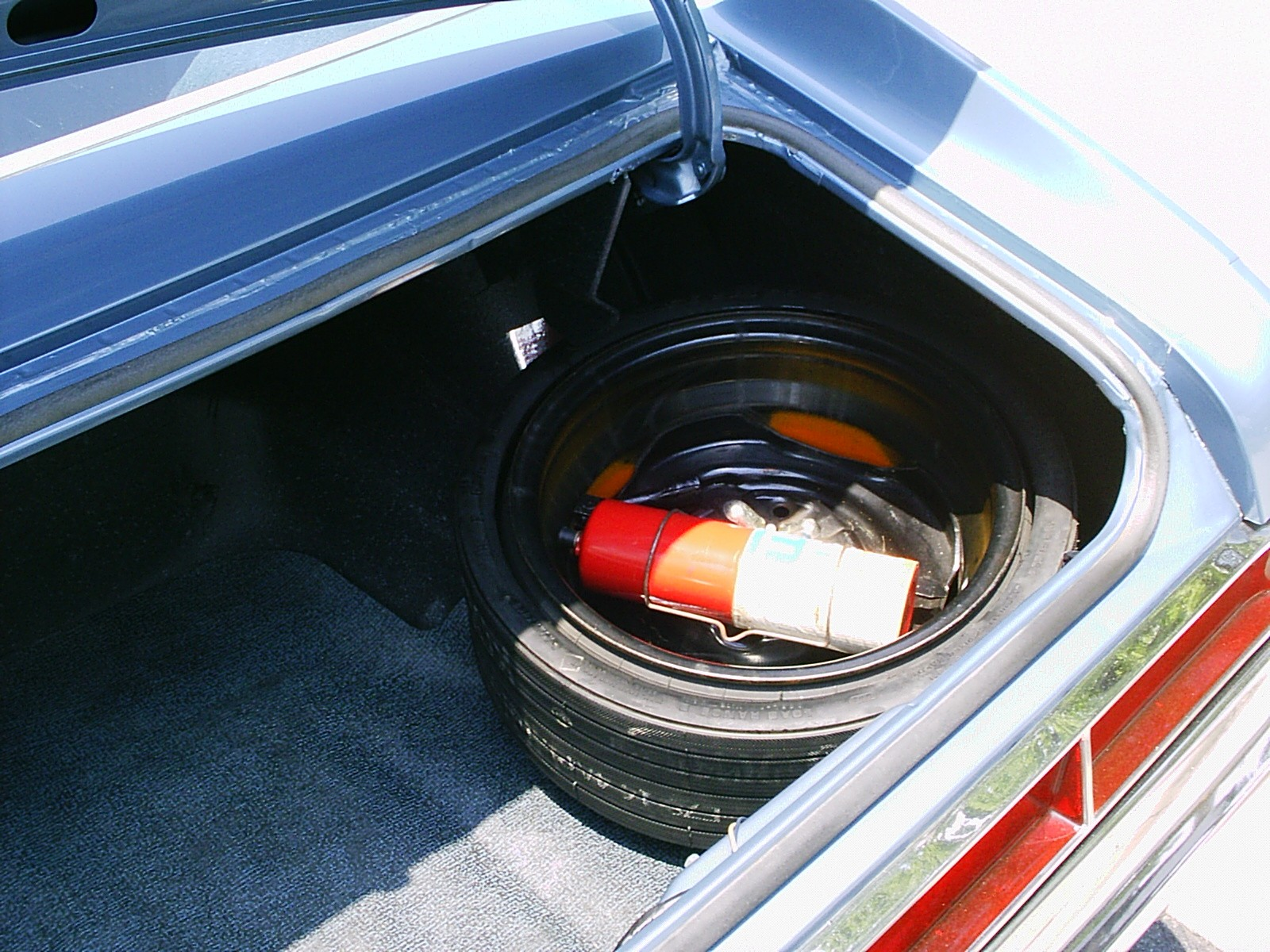
工場出荷で標準のスペースセーバータイヤ

## 性能諸元
2005年のスピード・チャンネル（Speed Channel ）のTV番組『アメリカン・マッスルカー』（American Muscle Car ）でAMX 390、ポンティアック・GTOジャッジ（GTO Judge ）、 フォード・マスタング コブラ・ジェットとダッジ・ヘミ チャレンジャーらの比較テストが行われた。このテストの目的は「今までで最高のマッスルカー」を決めることであった。出力では負けていたが軽量なAMXが頂点に立った。
1969年のTV番組『カー・アンド・トラック』（Car and Track ）で標準の4バレル・キャブレターと10.2:1の圧縮比を持つAMX390cu in(6.4L)が以下の数値を記録した。
- 0-60mph加速：6.5秒
- ドラッグストリップ1/4マイル加速：14.1秒

## 生産
AMXは1968年2月15日にモデルイヤー半ばで登場した後3モデルイヤーに渡り製造された。米国での生産数は、6,725台（1968年モデル）、8,293台（1969年モデル）、4,116台（1970年モデル）であった。
ケノーシャからオーストラリアン・モーター・インダストリーズのポート・メルボルン工場にコンプリート・ノックダウン・キットが出荷され、限られた数のAMXがオーストラリアでライセンス生産された。これらのAMXは右ハンドル仕様であった。

## 希少価値

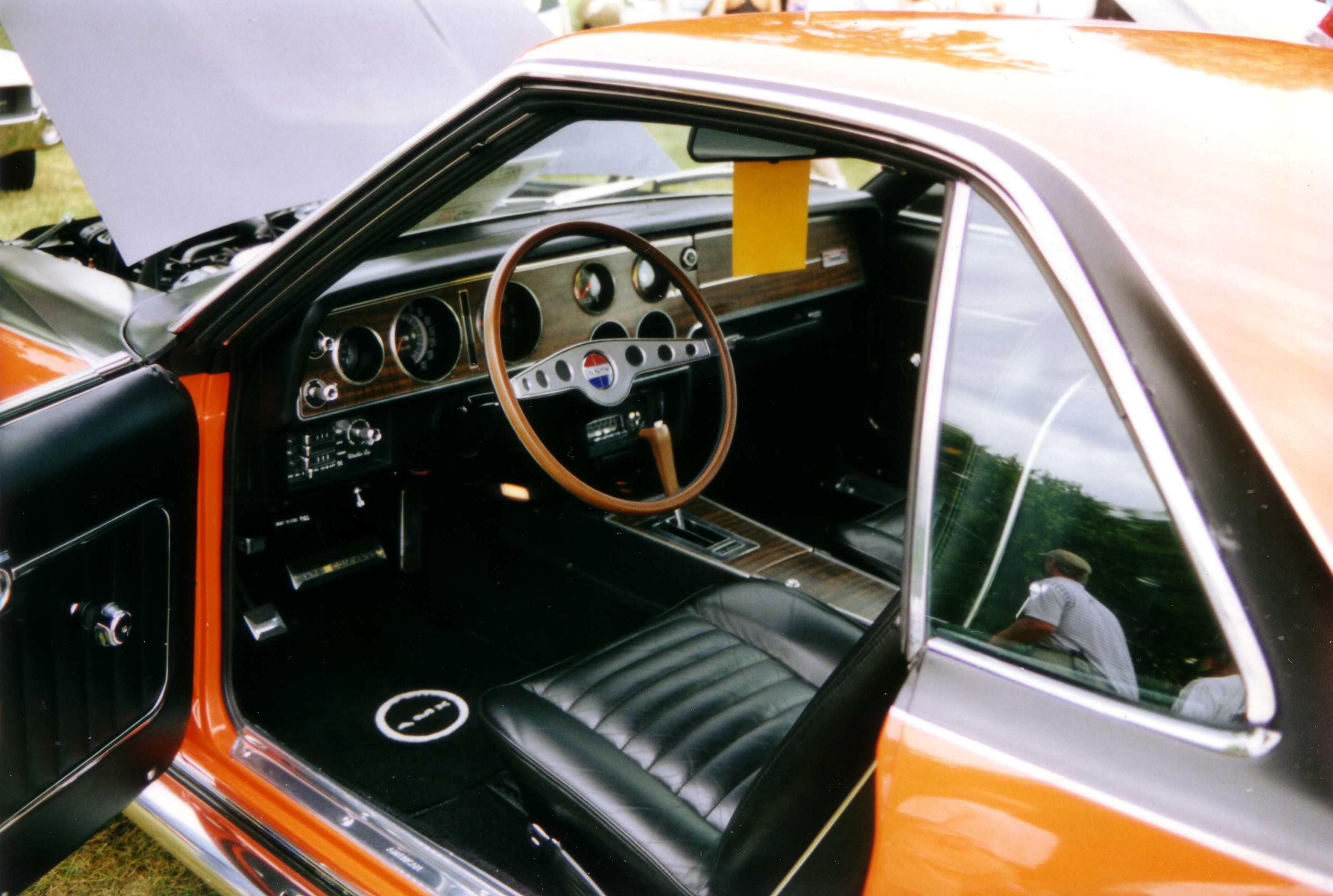
1970年モデルのAMX 「シャドーマスク」オプションの内装

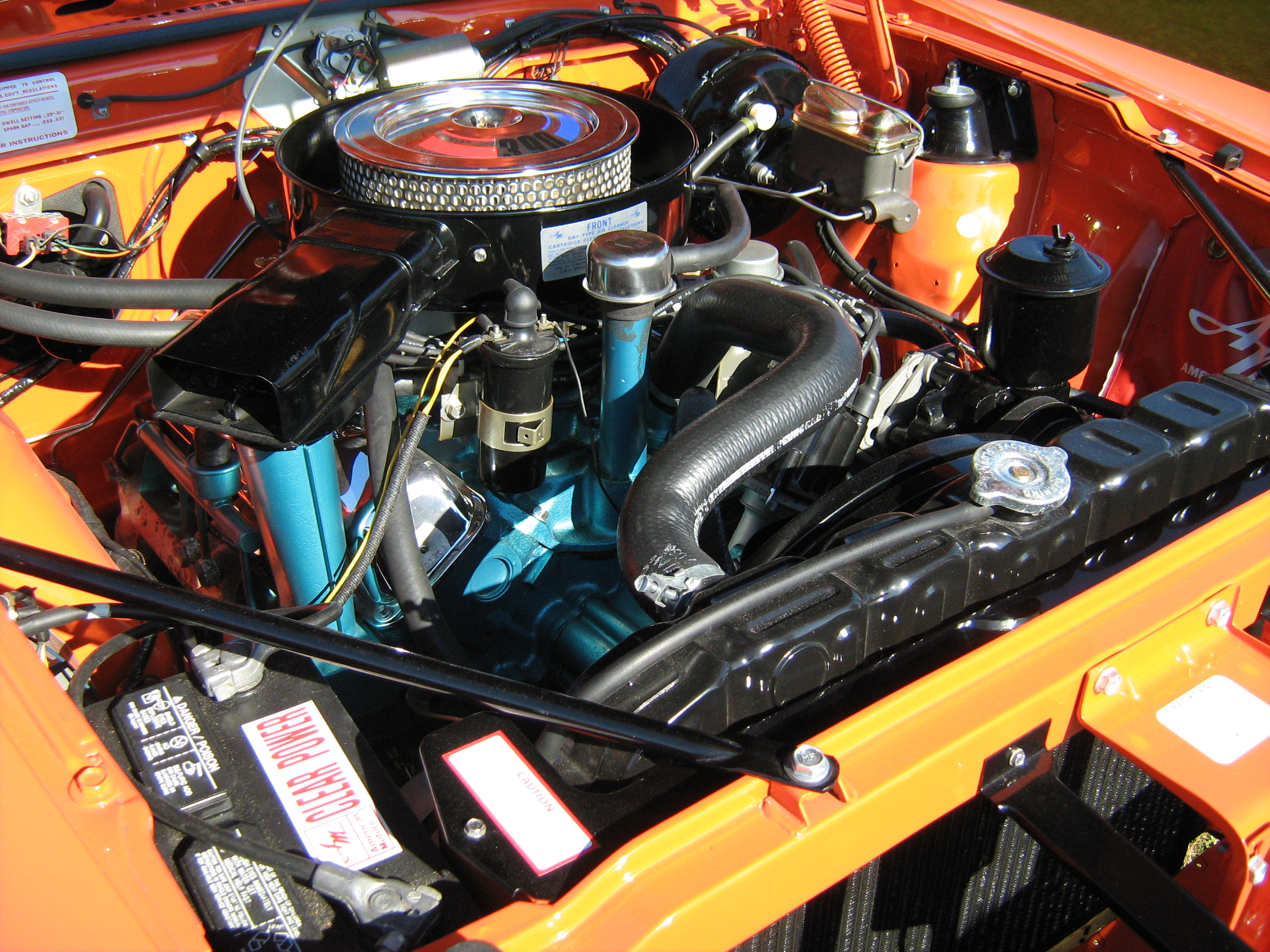
ストックの1970年モデルの 390 エンジン

自動車歴史家で作家のリチャード・ロングワース（Richard M. Langworth ）は、AMXが「真にスポーツカーたる資質を備え」、「長くその価値を持続することのできる唯一の小型マシン」と評した。
CNNによるとAMXは2004年以前には投資という見地からは過小評価されていた。
2004年に2座のAMXと4座のジャヴェリン AMXの価値に顕著な変化が起こった。クレイグ・フィッツジェラルド（Craig Fitzgerald ）は「毎日のように見かけるわけでも、どの雑誌の表紙を飾るわけでもない車を所有する満足感。」と言い、手を伸ばせば届く2座車を支持したが両車ともに部品はひどく高価であるとも言及した。
2006年に『ヘミングス・マッスル・マシンズ』誌（Hemmings Muscle Machines ）の編集者はAMCの車が「ここ数年で顕著に価値が上昇している・・・特にAMXは・・・」と語った。月刊『スポーツカー・マーケット』誌の編集者達の共著『ケネス・マーティンズ・ガイド・トゥー・カー・コレクティング』（Keith Martin's Guide to Car Collecting ）で1970年モデルのAMXが「9台の眠れるマッスルカー」（"Nine Muscle Car Sleepers"）の中の40,000USドル以下の1台に選ばれた。
カリフォルニア500スペシャルやハーストパフォーマンスが改造した52台のSS/AMXドラッグレースカーのような特殊仕様が最もコレクターが血眼になって探している車であろう。2007年の『ヘミングス』誌は約39台のオリジナルのSS/AMXレースカーが動体保存されていると言われていると報じた。
2007年にAMXは「最も捜し求められているAMC車」や「マッスルカー市場で人気急上昇中」とされ、2007年の『ヘミングス』誌でも2座のAMXは「旧車趣味人やヒストリック・カーの蒐集家の間で強く求められ、生産された19,134台のほぼ1台毎に・・・流通市場に残されており、需要がある。第1世代のAMXは蒐集すべきマッスルカーとしての将来価値を保証する。」と言っている。2007年の書籍『クラシックカー』（Classic Cars）は、AMCの小型で強力なAMXは「タイヤを焦がすスピード」や「全てが蒐集対象になる。」と記している。
1968-1970年モデルのAMXの価値の上昇に注目して『ヘミングス』誌は2007年に愛好家が望む「明日にでも欲しい」と題する「注目の21台」の中の1台にAMXを選んだ。
2008年に『ヘミングス』誌は購入者が「最近になってようやくAMXの価値を“発見”し、今や右から左へ漁っている。価格は・・・上昇しているが、AMXは多くの一般的なマッスルカーに比べればまだ比較的お買い得である。」と報じた。
生産数が少なかったにもかかわらずAMXは部品をその他のAMC車と共用していた。これらのAMC車のクラブで活動中のものは多い。再生産品を含めて部品は入手可能であるが、「当時AMCはビッグ3ほど膨大な数の車を生産しなかった。それ故にレストア対象となる車の数は少なく、出回る部品も多くない。」。
自動車歴史家で作家のジェームズ・C・メイズ（James C. Mays ）によると、より価値があるのは「」（"wow factor"）である。著書の「サーヴィ・ガイド・トゥー・バイイング・コレクター・カーズ・アット・オークション」（The Savvy Guide to Buying Collector Cars at Auction ）で、それが日常で使用されているか又は空調の効いたガレージに仕舞い込まれているかにかかわらずプレステージが高いフェラーリやランボルギーニよりも注目を集める赤い1969年モデルのAMXのような車の所有者にこの大きな共感できる喜びについて説明している。。

### ナンバー・マッチング
生産期間中にAMCは車体と搭載エンジンの種類の組み合わせを示す識別符号を与えていなかった。各々の車は、エンジン排気量（エンジン・マウント下のエンジン・ブロックに鋳込まれた数字）と車両識別番号（VIN）をつき合わせて確認することができる。またヘッドカバーに螺子止めされた銘盤も確認を要する。これでその車が製造されていた期間のエンジン製造日を確認することができるが、AMXにしろ他のAMC車にしろ「ナンバー・マッチング」（番号の突合せ）で車体とエンジンの組み合わせを確認する方法はない。
マーケティングの移行とともにAMCは番号の入った小さな銘盤をグローブボックスの蓋か、もしくはダッシュボード中央に取り付けた。この番号には規則性はなく、VIN、ディーラー・コードや地域コード、製造順番や製造日といったその他のIDを示す番号とは一致しなかった。

## コンセプトカーとショーカー

### AMX/2
社外コンサルタントのヴィンス・ガードナー（Vince Gardner）は、1966年にグラスファイバー製ボディのAMX IIコンセプトカーをAMCの「プロジェクトIV」展示会の一環としてデザインした。AMCの社長ロイ・アバネシー（Roy Abernethy）はトリノのコーチビルダーのヴィニャーレで鋼板製の実動車を製作することを認可した。78日で納品されたこの車は「AMX・ヴィニャーレ」として知られ、1966年のニューヨーク国際オートショーで初めて披露された。

### AMX GT
1968年の巡回モーターショー用に開発されたAMX・GTはジャヴェリンを基にしたカムテールを持つコンセプトカーであった。

### AMX-400
ジョージ・バリス（George Barris ）は1969年モデルのAMXにカスタマイズを施した。この車はテレビ・ドラマ『バナチェック』（Banacek ）のシーズン2のために製作された。
車高を低められたこの車は、屋根を約5in チョップ・ルーフ化され、全長を18in(460mm)延長されるといったボディに大幅な改装を施されていた。彫刻的なボディに放熱孔でアクセントを付けられたこの車はAMX-400として知られている。 Barris Kustom Gallery page

### AMX/3

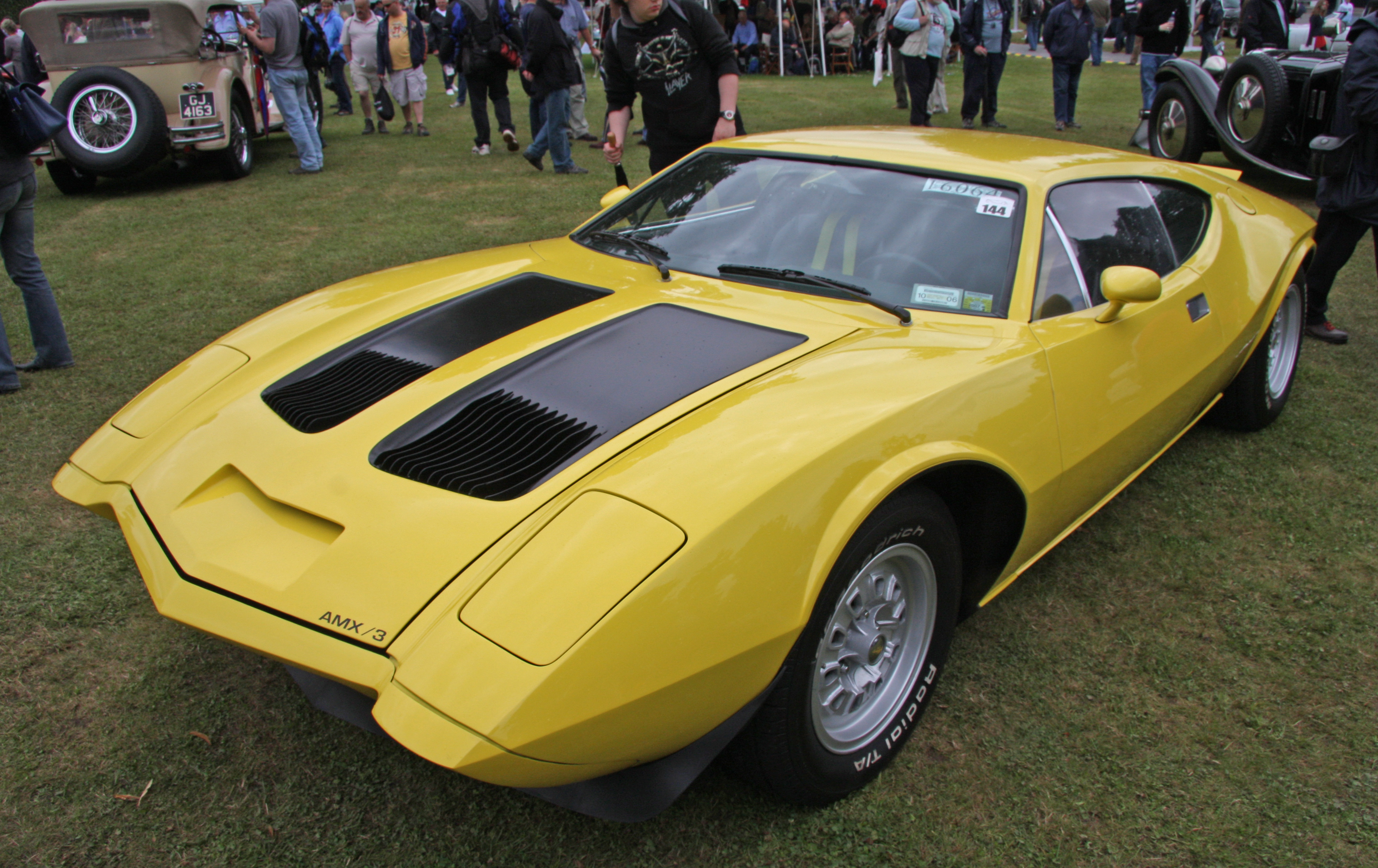
AMC・AMX/3 コンセプトカー

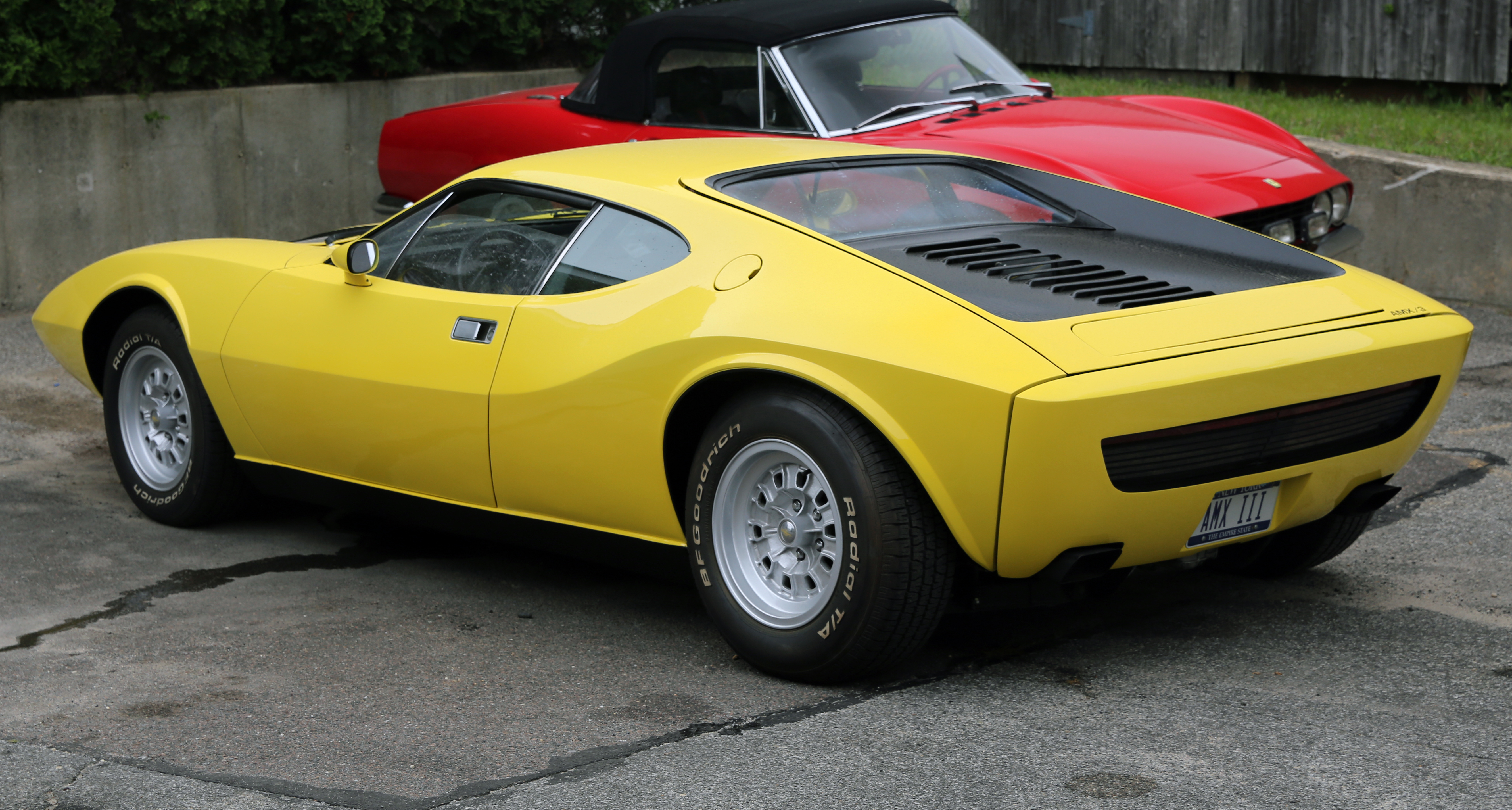
AMX/3 コンセプトカーのリアビュー

史上最高のAMC車として広く認識されている第3世代のAMXコンセプトカーのAMX/3が1970年のシカゴ・オートショーでデビューした。エンジンを搭載せずグラスファイバー製のボディを持つオリジナルのAMX/3コンセプトカーは純粋なショー専用の車であった。
実動モデルを少量製作するためAMX/3 コンセプトカーのボディがイタリアのGT車メーカーのジョット・ビッザリーニの元へ送られ、トリノの工場でミッドシップ・エンジン、鋼板製ボディの実動モデルが手作りで製作された。ビッザリーニの試作車はホイールベース105.3in(2,675mm) にAMC製390cu in (6.4L) V8エンジンとイタリアのオート・メラーラ製4速マニュアルトランスミッションを備えていた。走行テストはBMWにより実施され、AMX/3のシャーシは彼らがそれまでテストした中で最も強固でニュートラルな操縦性を持つ車の1台であると評価された。
イタリアで製作された鋼板製ボディの車は、エンジンフード上の可動式放熱孔、放熱孔が開けられたボンネットや直接外気を空調システムに取り込むボンネット上の吸気口といった点移外はオリジナルのAMCとのデザイン上の違いはほとんどなかった。200万USドルのプロジェクトがキャンセルされるまでに僅か5台の完成車しかAMCに送られなかった。更に5台の未完成車があとに残され、後にビッザリーニの共同事業者であったサルヴァトール・ディアモンテ（Salvator Diamonte ）によって1台が仕上げられた。